# Hikueru szigetcsoport
A Hikueru szigetcsoport (franciául: Îles Hikueru) Francia Polinézia egyik közigazgatási területe. A szigetcsoport a Tuamotu-szigetek egyik alcsoportja, amely kis korálszigetekből áll.
A Tuamotu-szigeteket legelőször a polinéziai emberek népesítették be, akiknek közös nyelvük és kultúrájuk van. A Hikueru szigetcsoport a Tuamotu szigetcsoport középső részén található.

## Története
A Hikueru atollt Louis Antoine de Bougainville fedezte fel a nyugat számára 1768-ban.
Domingo de Boenechea spanyol hajós 1774-ben pillantotta meg Hikueru-t hajóján, az Aguila-n. Az atollt "San Juan"-nak nevezte el.
Marokau és Hikueru atollok is természetes osztriga élőhelyek voltak. 1903-ban egy ciklon azonban jelentős károkat okozott a térségben, amely 377 ember életét követelte, akik közül 261 voltak Hao szigetről. Jack London "South Sea Tales" című kisregényében teljes részletességgel írja le a pusztító hurrikánt.

## Atolljai
A Hikueru szigetcsoport a következő 5 atollból áll:
- Hikueru (268 fő (2007), 25km2)
- Marokau (99 fő (2007), 14,7km2)
- Ravahere (lakatlan, 7km2)
- Reitoru (10 fő (2007), 1,4km2)
- Tekokota (lakatlan, 0,9km2)

## Közigazgatás
A Hikueru szigetcsoport egy közigazgatási területet (commune) jelöl .